# Истра (приток Синей)
Истра (латыш. Istra) — река на востоке Латвии. Левый приток реки Синяя (Зилупе). Протекает по территории Истренской, Бригской и Нирзенской волостей Лудзенского края, а также Лаудерской и Залесской волостей Зилупского края.
Длина реки — 39 км, площадь водосборного бассейна — 303,8 (269) км².

## Гидрография
Берёт начало из северной части проточного озера Дзиляйс (латыш. Dziļais ezers). От истока течёт преимущественно на север до села Фигурка (латыш. Figurka), около которого поворачивает на восток. Севернее села Лобири (латыш. Lobiri) сливается с ручьём Гуминейцас-упите, у села Стрельцова (латыш. Streļcova) — с ручьем Лаудеру-упите. От села Лобири до села Мичули (латыш. Mičuļi) Истра течёт по границе Истренской и Лаудерской волостей, затем по границе Залесской и Лаудерской волостей до села Шкирпани (латыш. Škirpāni), где поворачивает на север. От села Илюши (латыш. Iļjusi) продолжает течь по границе Лаудерской и Залесской волостей, потом 2 км по границе Нирзенской и Залесской волостей. Затем поворачивает на восток и напротив села Раковци (латыш. Rakovci) делает петлю на юг после чего течёт в основном на север до пересечения с автодорогой  (часть ) у села Свилёва (латыш. Sviļova). Между одноимёнными сёлами Бригской и Залесской волостей, через Истру перекинут мост железнодорожной линии Резекне II — Зилупе. От места пересечения региональной автодорогой P136 до слияния с Гривой течёт по границе Бригской и Залесской волостей, затем по границе Бригской волости и города Зилупе (латыш. Zilupe). Впадает в Синюю (Зилупе) по левой стороне в 145 км от её устья, на высоте 109,5 м над уровнем моря.
| Название                                   | Сторона впадения | Длина | Бассейн  | Координаты устья                |
| ------------------------------------------ | ---------------- | ----- | -------- | ------------------------------- |
| Грива (латыш. Grīva)                       | правая           | 6 км  | 26,4 км² | 56°24′01″ с. ш. 28°06′00″ в. д. |
| Гуминейцас-упите (латыш. Gumineicas upīte) | левая            | 15 км | 17,6 км² | 56°18′14″ с. ш. 27°58′48″ в. д. |
| Лаудеру-упите (латыш. Lauderu upīte)       | левая            | 10 км | 43 км²   | 56°18′48″ с. ш. 28°00′23″ в. д. |